# 20785 Міталітакор
20785 Міталітакор (20785 Mitalithakor) — астероїд головного поясу, відкритий 3 вересня 2000 року.
Тіссеранів параметр щодо Юпітера — 3,497.